# Внезапный выброс пород и газа
Внезапные выбросы пород и газа (англ. sudden outburst; нем. plotzlicher Ausbruch) — высокоскоростные процессы извержения из разрушенного ударной волной горного массива цельных блоков пород или потоков измельчённой горной массы, газов и флюидов. Известны выбросы углей, калийных солей, алевролитов, аргиллитов, различных сланцев, песчаников, известняков, кварцитов и других пород и минералов.

## Физика процесса
Согласно классическому представлению, выброс происходит при лавинообразном превышении упругих напряжений предела прочности пород горного массива в результате потери устойчивости краевой части пласта полезного ископаемого или любого блока пород, находящегося под опорным или консольным давлением, приводящим к его хрупкому разрушению. Существующие гипотезы происхождения выбросов противоречивы. Одни указывают на главную роль в процессе выброса работы сил сжатого газа, создающих в полостях пород избыточное давление, а другие, хоть и признают роль газа, но отводят ему пассивную, второстепенную роль. Существуют гипотезы, которые уравнивают позиции напряжений в горном массиве и давления газа.
Существует ряд современных исследований о кинетике и механизме выбросов пород и газа, рассматривающих эти процессы не с позиций законов механики упругого тела и гидродинамики газов, а с позиций электродинамики, сил межатомных взаимодействий и квантовой физики.

## Классификация
Различают наземные и подземные выбросы.
- Наземные выбросы происходят в виде крупномасштабных обвалов в горах в виде взрывов тел вулканов или выбросов тефры при извержениях[4].
- Подземные выбросы происходят в шахтах при добыче полезных ископаемых или при проходке подземных выработок различного назначения. Выделяют инициированные и самопроизвольные внезапные выбросы[5].

Инициированные выбросы происходят в момент, когда ударные волны сейсмических явлений воздействуют на уже напряжённые горные породы посредством упругих колебаний. В этом случае сейсмическая энергия служит спусковым крючком для процесса внезапного выброса и такие процессы внезапных выбросов относят к сейсмическим явлениям. Во втором случае внезапные выбросы генерируются только внутренними, собственными предельными напряжениями в породах, которые в процессе выброса образуют сейсмические волны в горном массиве. В этом случае процессы внезапных выбросов относят к горно-динамическим явлениям.
Количественной характеристикой внезапного выброса является его интенсивность, измеряемая количеством выброшенной горной массы и дальностью выброса, переведённые в энергетические параметры. Внезапные выбросы в горах приводит к завалам долин и перекрытиям русл горных рек, а при подземных выбросах к загазованию и разрушению горных выработок. Огромные выбросы горной массы вулканами приводят к катастрофам мирового уровня. Объёмы выбрасываемых пород в некоторых случаях достигали миллиарда тонн, а газа миллион и больше кубических метров.
Выброшенные газы представлены метаном, азотом, водородом, двуокисью углерода и их смесями. Горные породы, участвовавшие в процессах выбросов, существенно различаются по своим физико-химико-механическим свойствам.

### Наземные выбросы пород и газа
Примером наземного внезапного выброса пород является обвал, произошедший 18 февраля 1911 года на Памире, когда в результате внезапно возникшего импульса в горном массиве, отторгнутый вершиной горы Усой блок породы объёмом 1,3 — 1,5 км³, пролетел по наклонной дуге более 5 км. Энерговыделение выброса было эквивалентно 2000 атомных бомб, сброшенных на Хиросиму.
Ещё более мощный выброс пород произошёл при извержении вулкана Сент-Хеленс 18 мая 1980 года. Выброс только скальных пород из тела вулкана без учёта массы пепла составил около 2,7 км³.
В 1812 году вулкан Тамбора выбросил около ~ 180 км³ тефры, а его энерговыделение составило около 800 Мт ТНТ.
23 августа 2020 года произошёл обвал Скарборовского утёса (Scarborough Bluffs) в Канаде. Обвалу предшествовал взрыв в горном массиве и образование облака ультратонкодисперсной пыли, которая является индикатором любого выброса пород. Исследования с помощью электронных микроскопов показали, что каждая такая пылинка имеет размер в пределах от нескольких микрон до нескольких нанометров. В горной литературе имеются многочисленные описания выделений «бешеной муки» при внезапных выбросах пород. Например, в результате обвала 12 ноября 2007 года на северной стене Айнсера в Сикстинских Доломитах (Италия) было задокументировано, что обвальная масса и прилегающая территория были покрыты слоем бешеной муки толщиной около 10 см.

### Подземные внезапные выбросы угля и газа
Подземные внезапные выбросы угля и газа происходят во многих странах мира при различных горно-геологических условиях в различных горных породах. Подземные внезапные выбросы представляют угрозу для жизни шахтёров. Одним из наиболее опасных регионов, по данным Научно-исследовательского института горной геомеханики и маркшейдерского дела, является Кузбасс, на угольных и рудных шахтах которого в период с 1943 по 2005 год зарегистрировано 5470 динамических и газодинамических явления, в том числе: 207 внезапных выбросов, 222 горных и горно-тектонических удара, 42 микро удара, 3599 толчков и более 1400 стреляний. На шахтах Украины за период с 1951 по 2005 год произошло 7230 внезапных выбросов, а в период с 1971 по 1980 год погибло 259 шахтёров.
Первый в мире подземный внезапный выброс породы и газа случился на французской шахте «Исаак» в 1834 году.
Самым мощным подземным выбросом пород и газа считается выброс 14 тысяч тонн угля и около 600 тыс. м³ метана, который произошёл в 1969 году в Украинской ССР. Известен внезапный выброс более миллиона кубометров метана на шахте Санхуба в Китае, что эквивалентно примерно суточному дебиту высокопродуктивной скважины на богатых месторождениях горючих газов.